# Richard Mohun

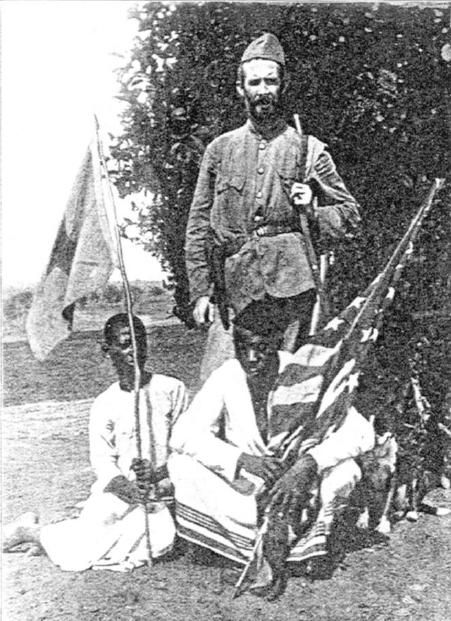
Mohun no Congo, aprox. 1895

Richard Dorsey Loraine Mohun (1865 – 13 de julho de 1915) foi um explorador e mercenário estado-unidense. Mohun trabalhou para o governo dos Estados Unidos como um agente comercial em Angola e no Estado Livre do Congo. Durante essa época, ele se voluntariou para comandar uma unidade de artilharia belga em uma campanha para expulsar escravistas árabes do país.  Mohun permaneceu a serviço do governo dos EUA nessa época e foi subsequentemente nomeado cônsul para Zanzibar. Nesta atividade, foi chamado para agir como intermediário entre os combatentes da Guerra Anglo-Zanzibari. Após sair do consulado, Mohun retornou ao Congo para prospectar minerais, e mais tarde trabalhou com as autoridades belgas.